# Marina Bielewska
Marina Jakowlewna Bielewska, ros. Марина Яковлевна Белевская (ur. 1888 w Petersburgu, zm. we wrześniu 1939 w Wilnie) – rosyjska emigracyjna działaczka społeczno-kulturalna, pisarka i publicystka.
Urodziła się pod nazwiskiem Letiagina. Dzieciństwo spędziła w Krasnym Siole. Ukończyła Smolny Instytut Szlachetnie Urodzonych Panien, a następnie Wyższe Kursy Kobiece w Petersburgu. Przed 1914 roku przyjechała do Mohylewa, gdzie wyszła za mąż za Leonida Bielewskiego. W 1918 roku przybyła wraz z nim do Wilna, które w 1920 roku znalazło się na polskim terytorium państwowym. Działała w Wileńskim Stowarzyszeniu Rosyjskim, pełniąc funkcję jego przewodniczącego w latach 1924-1925. Następnie stanęła na czele Prawosławnego Stowarzyszenia Charytatywnego. Pod koniec lat 20. założyła Stowarzyszenie Przyjaciół Gimnazjum Rosyjskiego. Współorganizowała pod jego egidą wieczorki literackie. Ponadto brała udział w zebraniach i wieczorkach Sekcji Literacko-Artystycznej i Kręgu Religijno-Filozoficznego Wileńskiego Stowarzyszenia Rosyjskiego. Pisała artykuły do miejscowych gazet „Wilenskoje utro”, „Nasze wriemia”, „Russkoje słowo” i czasopisma „Uties”. W latach 1934–1936 redagowała czasopismo ilustrowane „Rodnoje słowo”. Wystawiała też przedstawienia teatralne sławnych pisarzy rosyjskich. Była autorką bajek i opowiadań dla dzieci. We wrześniu 1939 roku zginęła wraz z mężem na dworcu kolejowym w Wilnie podczas niemieckiego bombardowania lotniczego.